# Prince of Persia: The Forgotten Sands
Prince of Persia: The Forgotten Sands is een action-adventure computerspel ontwikkeld door Ubisoft Montreal en uitgegeven in Europa op 20 mei 2010 door Ubisoft voor op de Xbox 360, PlayStation 3, Wii, Nintendo DS en de PlayStation Portable. Een Microsoft Windows-versie werd later uitgegeven op 12 juni 2010.

## Gameplay
De gameplay is over het algemeen hetzelfde als de voorgaande Prince of Persia-spellen. De speler bestuurt de prins, die missies moet doorstaan door puzzels op te lossen en vijanden te verslaan. De speler maakt hiervoor gebruik van verschillende soorten krachten en wapens, waaronder het beheersen van de tijd.

## Verhaal
Het verhaal van Prince of Persia: The Forgotten Sands speelt zich af in de zeven jaar tussen Prince of Persia: The Sands of Time en Prince of Persia: Warrior Within.
Het spel begint met de prins die onderweg is naar zijn broer, Malik, die zich bevindt in zijn eigen rijk. Wanneer hij daar aankomt wordt het rijk van zijn broer aangevallen door vijanden die Solomon's Army (Solomon's leger) in bezit willen krijgen. Solomon's leger zou een leger zijn van de lang overleden koning Solomon dat immense krachten heeft.
De prins vecht zich door de vijanden heen om uiteindelijk in de schatkamer uit te komen. Hier vindt hij Malik, die zijn broertje vertelt over de verliezende strijd. Tevens vertelt hij ook dat de enige manier om te winnen is het leger van Solomon tot leven te wekken. Malik gebruikt een zegel om de tombe te openen, waarna er een heleboel zand uit komt. Dit zand transformeert zich echter tot vijanden die zichzelf snel opbouwen uit losse zandkorrels. Elke menselijke soldaat die aangeraakt wordt door de zandmonsters verandert zelf in een standbeeld van zand. De verspreiding van het zand gaat gigantisch vlug en de schatkamer begint in te storten. Beide broers verkrijgen de helft van het zegel wanneer deze op de grond valt en in tweeën breekt. Het aanvallende leger vlucht de stad uit, wetend wat er komen gaat. Het leger van Malik, dat nu verspreid zit door het gehele paleis, wordt binnen een korte tijd veranderd in standbeelden. Door de instortende schatkamer worden de broers van elkaar gescheiden.
Beide vechten zich door de zandmonsters heen. Doordat ze een deel van het zegel hebben, veranderen ze zelf niet in zand, maar nemen zij de krachten op van de monsters die ze gedood hebben. Deze kracht corrumpeert echter snel een menselijke geest. Wanneer ze elkaar weer tegenkomen zorgen ze er samen voor dat de poorten van het paleis gesloten worden, zodat de zandmonsters niet tot de omringende woestijn kunnen doordringen. Solomons leger blijkt een leger van zandmonsters te zijn in plaats van het leger van Solomon. Het leger van zandmonsters is gemaakt door een slechterik genaamd Ratash, met maar één doel: het vermoorden van koning Solomon en zijn leger.
Met behulp van Razia, een vrouw die tot hetzelfde mythische volk behoort als Ratash, slaagt de prins erin om zijn broer wederom te vinden. Zijn broer heeft echter al zo veel monsters verslagen, dat hij gecorrumpeerd is door het zand. Hij keert zich tegen zijn broertje en wordt belust van macht. Twee keer gaat hij het gevecht aan met Ratash, de eerste keer overleeft hij dankzij de prins. De tweede keer is hij in zo verre corrupt geworden, dat hij verslagen wordt door Ratash en zijn lichaam door hem wordt overgenomen.
De prins moet zijn broer, bezeten door Ratash, doden om zo het zandleger te kunnen opsluiten. Uiteindelijk, na een lang gevecht, verslaat de prins Ratash en wordt het zand terug de tombe in gezogen. De monsters verdwijnen en de soldaten van Maliks leger veranderen weer terug. Zijn broer overleeft echter het gevecht niet en sterft na zijn laatste zin gezegd te hebben tegen de prins. Het enige wat nu nog resteert voor de prins is om terug te keren naar hun huis en alles aan hun vader uit te leggen.